# Souvenirs (album de Demis Roussos)
Pour les articles homonymes, voir Souvenirs.
Albums de Demis Roussos
Auf Wiedersehn (en)
(1974) Happy to Be... (en)
(1976)
Singles
1. From Souvenirs to Souvenirs
Sortie : 1975
2. Perdóname (en)
Sortie : 1975
3. Midnight Is the Time I Need You
Sortie : 1975

Souvenirs est le cinquième album studio du chanteur grec Demis Roussos, sorti en 1975 chez Philips Records. 
L'album a notamment atteint la 25e place au Royaume-Uni et la 13e place aux Pays-Bas. Il a également passé 21 semaines dans le classement norvégien, atteignant la deuxième place. Il a été certifié disque d'or en France et au Royaume-Uni.

## Liste des titres
| 1. | Sing an Ode to Love                       | - Stélios Vlavianós - Harris Chalkitis - Alec R. Costandinos | 4:08 |
| 2. | Midnight Is the Time I Need You           | - Argiris Koulouris - Costandinos                            | 3:00 |
| 3. | I'll Be Your Friend (Schön wie Mona Lisa) | - Klaus Munro - Leo Leandros (en) - Nina Martin - Ralf Arnie | 3:59 |
| 4. | Action Lady                               | - Vlavianós - Koulouris - Costandinos                        | 2:59 |
| 5. | Winter Rains                              | - Chalkitis - Mike Swirid - M. Sundhal                       | 3:38 |

| 1. | From Souvenirs to Souvenirs | - Vlavianós - Costandinos                            | 2:35 |
| 2. | Trying to Catch the Wind    | - Vlavianós - Costandinos                            | 3:15 |
| 3. | White Wings (Asa Branca)    | - Costandinos - Humberto Teixeira - Luiz Gonzaga     | 3:36 |
| 4. | Tell Me Now                 | - Koulouris - Costandinos                            | 2:21 |
| 5. | Names                       | - Vlavianós - Costandinos                            | 2:59 |
| 6. | Perdóname                   | - Costandinos - Mario Giosy Capuano - Mike Shepstone | 2:59 |

## Crédits
- Demis Roussos – chant, réalisation
- Stélios Vlavianós – arrangements (A1, A2, A4, B1-B6), arrangements des cuivres, claviers, écriture
- Klaus Munro – arrangements (A3)
- Harris Chalkitis – arrangements (A5)
- Alec R. Costandinos – écriture
- Michel Delaporte – percussions
- André Ceccarelli – batterie
- Jacques Rosati – batterie
- Argiris Koulouris – guitare
- Claude Engel – guitare
- Bernard Rosati – basse
- Tonio Rubio – basse
- Jean-Jacques Milteau – harmonica
- Benoît Kaufman – guitare steel
- Leo Leandros (en) – réalisation (A3)
- Alain Marouani – photographie

Crédits adaptés des notes d'accompagnement.

## Classements et certifications

### Classements hebdomadaires
| Classement (1975–1976)        | Meilleure position |
| ----------------------------- | ------------------ |
| États-Unis (Billboard 200)    | 206                |
| Norvège (VG-lista)            | 2                  |
| Pays-Bas (Mega Album Top 100) | 13                 |
| Royaume-Uni (UK Albums Chart) | 25                 |
| Yougoslavie (Billboard)       | 3                  |

### Certifications
| Pays                                                                                                   | Certification | Ventes certifiées |
| --- | ------------- | ----------------- |
| France (SNEP)                                                                                          | Or            | 100 000*          |
| Royaume-Uni (BPI)                                                                                      | Or            | 100 000^          |
| *Ventes selon la certification ^Mise en rayon selon la certification xNon précisé par la certification |               |                   |